# Ventrifossa mucocephalus
Ventrifossa mucocephalus är en fiskart som beskrevs av Marshall, 1973. Ventrifossa mucocephalus ingår i släktet Ventrifossa och familjen skolästfiskar. Inga underarter finns listade i Catalogue of Life.